# Кнут Магнуссон
Кнут Магнуссон (швед. Knut Magnusson; ум. 1251) — шведский дворянин, живший в XIII веке, происходил из рода Фолькунгов. Его родителями были Магнус Брока и Сигрид Кнутсдоттер. Занимал должность королевского судьи в Вестергётланде.
После смерти Эрика Шепелявого Кнут Магнуссон дважды претендовал (по отцовской линии) на трон. После избрания Вальдемара Биргерссона королём Кнут Магнуссон вместе с Филиппом Кнутссоном и другими Фолькунгами подняли бунт. Они завербовали солдат в Германии и вторглись в Швецию, но были побеждены в битве при Херревадсбро. Магнуссон был казнен в 1251 году после битвы.

## Дети
- Биргитта Кнутсдоттер, вышла замуж за Ульфа Йонссона Роса из Эрваллы.